# 降伏の儀式
『降伏の儀式』（こうふくのぎしき、FootFall）は、アメリカ合衆国のジェリー・パーネルとラリー・ニーヴンの共著によるSF小説。

## あらすじ
ボイジャーによる土星探査から数年後、小惑星観測の写真解析を行っていたハワイ天文台の科学者は木星軌道に「自力推進する物体」を発見する。分析の結果、それは人工物であり自力推進で地球に向かっているということが確実視された。科学技術で遥かに超越しているであろう異星人に侮られることを恐れたアメリカとソビエトは共同で軌道上のソビエトの宇宙ステーション「コスモグラード」で彼らを出迎えることとする。しかし地球に接近してきた彼らは無警告で大規模な地球侵略行動を開始し地球は侵攻されてしまう。運動エネルギー兵器やレーザーを使って宇宙から自由自在に爆撃が可能な彼らに対する陸戦での戦いは絶望的であり、さらに小惑星を太平洋に落下させられたことで地球人は壊滅的打撃を受ける。その状況を打破するためには軌道上の彼らの母船を叩くしかない。かくして「大天使」計画が発動するのだが…

## 登場人物
ウェズリー・T・ドースン
アメリカ下院議会議員。少年の頃は宇宙飛行士を志望していたが長じて下院議員となる。宇宙人を出迎えるためのアメリカ代表としてソビエトの宇宙ステーション「コスモグラード」に便乗するも侵略の初期に捕らえられ捕虜となる。「旅する群れ」の中での勢力闘争などを利用しつつ地球人による反攻を手助けする。
エドマンド・ギレスピー将軍
　もと宇宙飛行士で「大天使」の司令官。異星人の母船に攻撃をかけた。
ハリー・レディントン
自称「吟遊詩人」。「大天使」の建造に関わりクルーとして搭乗する。
ディヴィッド・コフィ
　　アメリカ合衆国の大統領。異星人と講和しようとしたが、周囲の人々から反対された。
ロイ・カルザー
「大天使」の艦載機であるシャトル４の操縦士。ミサイルを打ち尽くしたあとで、異星人の母船に特攻して多大な損害を与えた。
アルヴィド・ロガチョフ大佐
ソビエト軍大佐。コスモグラード指揮官。ドースンたちと共に捕虜となり反目しつつもレジスタンス活動を行う。
ニコライ
　コスモグラードの乗組員。捕虜になった。
ドミトリ・グルーシン
　コスモグラードの乗組員。捕虜になった。
パーヴェル・ボンダリョフ
レーニン宇宙科学研究所所長。ソビエト科学アカデミーに所属する科学者。ソ連側の対宇宙戦闘指揮を執る事となる。

## 旅する群れ(フィスプ)
アルファ・ケンタウリからやってきたと推測される異星人。彼らは絶滅戦争により母星の生態系を自ら破壊し選ばれた者達が移住先としての地球を目指してやってきた。（自由自在に波長を変えられる）高出力レーザー兵器や核融合パルス推進、バサード・ラムジェット (Bussard ramjet→マグネティックセイルの発展形)による恒星間飛行技術を保持するなど地球人とは隔絶した科学力を持っているが彼ら自身が開発したのではなく母星にて彼らより以前に存在した知的生命体「先住者」が残した「サクタン」と呼ばれる記録文書を解析して得られた知識のみを保持している。

## 大天使
地球上空の軌道上にある「旅する群れ」の母船を攻撃するためにアメリカ合衆国が総力をあげて建造した「宇宙戦艦」。原爆の爆発を推進力として利用する(核分裂のエネルギーで推進する宇宙船「オライオン」と同じ原理である)。同時に核分裂をγ（ガンマ）線レーザー兵器のエネルギーとして利用する。「旅する群れ」の知識には「γ（ガンマ）線レーザー」に関するものがなく、それが反撃の突破口を切り開くこととなる。天からサタンを駆逐した大天使の名前にちなんで「ミカエル」と名づけられ、アメリカ太平洋沿岸の小都市で、秘密裡に建造された。各種ミサイルや実弾系砲塔で武装しているほか、艦載機としてスペースシャトルを４機搭載しており、大気圏突入用の耐熱シールドは敵のレーザー兵器をかいくぐって肉薄攻撃することに貢献する。その他に、戦艦や巡洋艦の主砲に推進装置を取り付けて、核砲弾を発射する小型有人宇宙船のガンシップ（コールサインは、ストーブパイプ１号～８号）も搭載されている。

## 時代背景
小説が書かれた1985年当時の時代背景を元に書かれており、ソビエト連邦は健在で宇宙開発ではアメリカを凌駕しており宇宙ステーションも唯一保持している。時代は冷戦の最中であるため「旅する群れ」の侵略により弱体化したソビエト内でポーランドによる反乱が起こるが、宇宙への核ミサイル協調攻撃を行う見返りに西ドイツの米軍がそれを抑えるなど政治的シミュレーションも描かれている。物語の発端となるのはボイジャー1号の土星通過であり実際に発見された土星の輪のねじれは「旅する群れ」が資源を採取したために発生したとされる。

## 降伏の儀式
「旅する群れ」は四足の大きな体躯をもった生命体であり、彼らは群生動物である。彼らの戦いは群れ単位で行われ雌雄が決して降伏を行うのも群れ単位である。彼らにとっての降伏とは勝利した群れの代表が横たわった敗北した群れの代表を足で踏みにじる儀式をもって成立する。一度成立した降伏は絶対であり、彼らは降伏した国家においての地球人のレジスタンス活動が理解できない。そのため群れ全体が反乱したものとして大量虐殺を繰り返すのである。

## 書誌情報
『降伏の儀式』上・下　酒井昭伸訳、創元推理文庫SF　１９８９年１月２０日再版